# Mirabella Eclano
Pour les articles homonymes, voir Mirabella (homonymie).
Mirabella Eclano est une commune de la province d'Avellino en Campanie (Italie).

## Histoire
Mirabella Eclano est établie sur le site de l'antique Aeclanum, ville des Hirpins, peuple samnite. Elle est la ville de naissance de l'historien romain Velleius Paterculus.

## Administration
| Période                                  | Période  | Identité           | Étiquette    | Qualité |
| ---------------------------------------- | -------- | ------------------ | ------------ | ------- |
| 14 juin 2004                             | En cours | Vincenzo Sirignano | Lista Civica |         |
| Les données manquantes sont à compléter. |          |                    |              |         |

### Hameaux
- frazioni : Calore, Passo, Pianopantano
- lieux-dits : Santa Caterina, Madonna delle Grazie

### Communes limitrophes
Apice, Bonito, Calvi, Fontanarosa, Grottaminarda, Sant'Angelo all'Esca, Taurasi, Torre Le Nocelle, Venticano

### Évolution démographique
Habitants recensés